# Тихон Шишов
Тихон Шишов (ест. Tihhon Šišov, нар. 11 лютого 1983, Таллінн) — естонський футболіст, захисник клубу «Нимме Калью».
Насамперед відомий виступами за клуб «Левадія» та національну збірну Естонії.

## Клубна кар'єра
У дорослому футболі дебютував 2000 року виступами за команду клубу «Пуума Таллінн», у складі якої взяв участь у 29 матчах чемпіонату. 
Згодом перебував у складі команд клубів «Левадія», «Пярну Левадія», «Дьйор» та «Хазар-Ланкаран».
До складу клубу «Нимме Калью» приєднався 2012 року. Наразі встиг відіграти за талліннський клуб 27 матчів в національному чемпіонаті.

## Виступи за збірну
У 2004 році дебютував в офіційних матчах у складі національної збірної Естонії. Наразі провів у формі головної команди країни 37 матчів.

## Титули і досягнення
- Чемпіон Естонії (7):

«Левадія»: 2000, 2004, 2006, 2007, 2008, 2009
«Нимме Калью»: 2012
- Володар Кубка Естонії (5):

«Левадія»: 1999-2000, 2001-2002, 2003-2004, 2004-2005, 2006-2007
- Володар Кубка Азербайджану (1):

«Хазар-Ланкаран»: 2010-2011